# Molophilus (Molophilus) memnon
Molophilus (Molophilus) memnon is een tweevleugelige uit de familie steltmuggen (Limoniidae). De soort komt voor in het Palearctisch gebied.